# Reißzeug

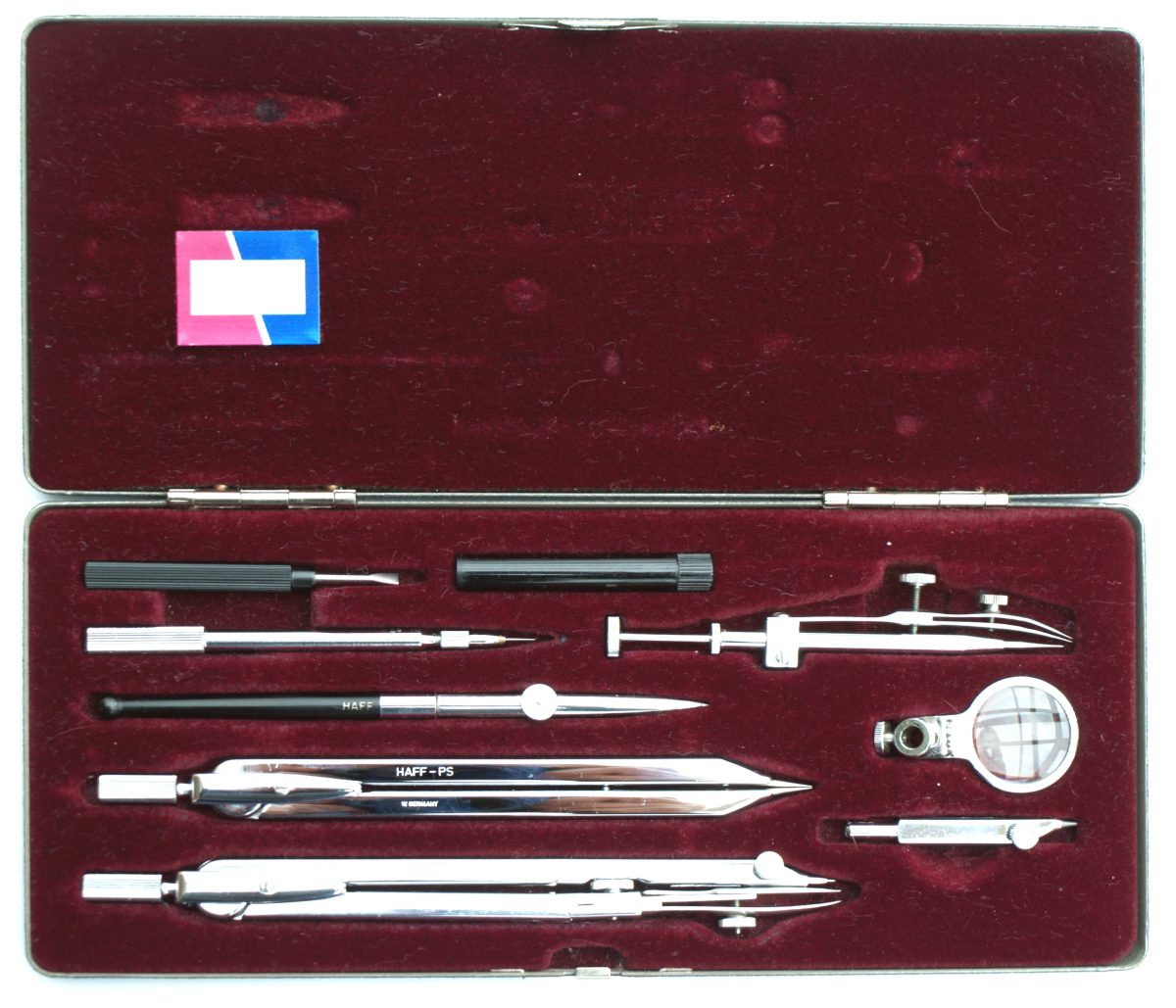
Präzisionsreißzeug für Kartografen

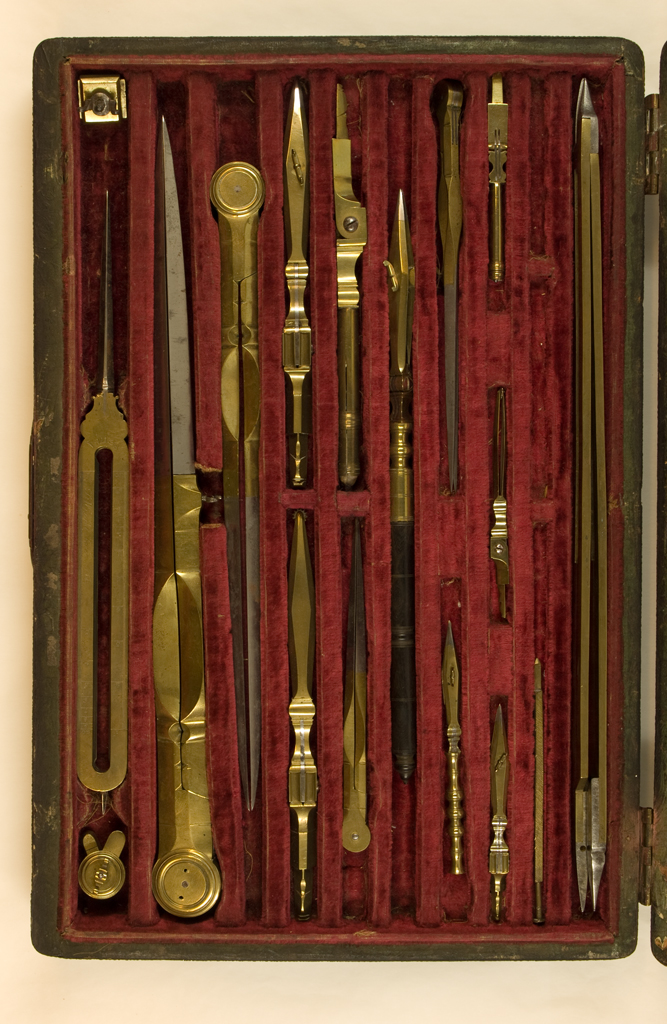
Reißzeug, Thomas Wright um 1750

Reißzeug ist eine Zusammenstellung von Zeichengeräten für technische Zeichnungen, die auch Risse genannt werden. Um eine hohe Zeichnungsgenauigkeit zu erreichen, sind dünne Linien erforderlich, die mit der Klinge oder der Nadelspitze des Zeichengeräts geritzt (gerissen) und erst bei Bedarf mit Tusche ausgezogen werden.
Zum Reißzeug gehören in der Regel verschiedene Zirkel zum Abtragen von Kreisen und Ellipsen und die Reiß- oder Ziehfeder zum Ausziehen der Zeichnung mit feinstem Tuschestrich. Maßstab, Lineal, Dreiecke, ein meißelförmig angeschliffener harter Bleistift und die Kopiernadel zum Übertragen von bemaßten Punkten und Linien auf die Zeichnung ergänzen das Reißzeug.
Ziehfeder und Ziehfedereinsätze für Zirkel wurden in den 1970er Jahren durch die Einführung von Tuschestiften verdrängt. Heute werden technische Zeichnungen am Computer erstellt. Das Reißzeug hat damit in diesem Bereich kaum noch eine Bedeutung.

Reißfeder und Lineal (1901)
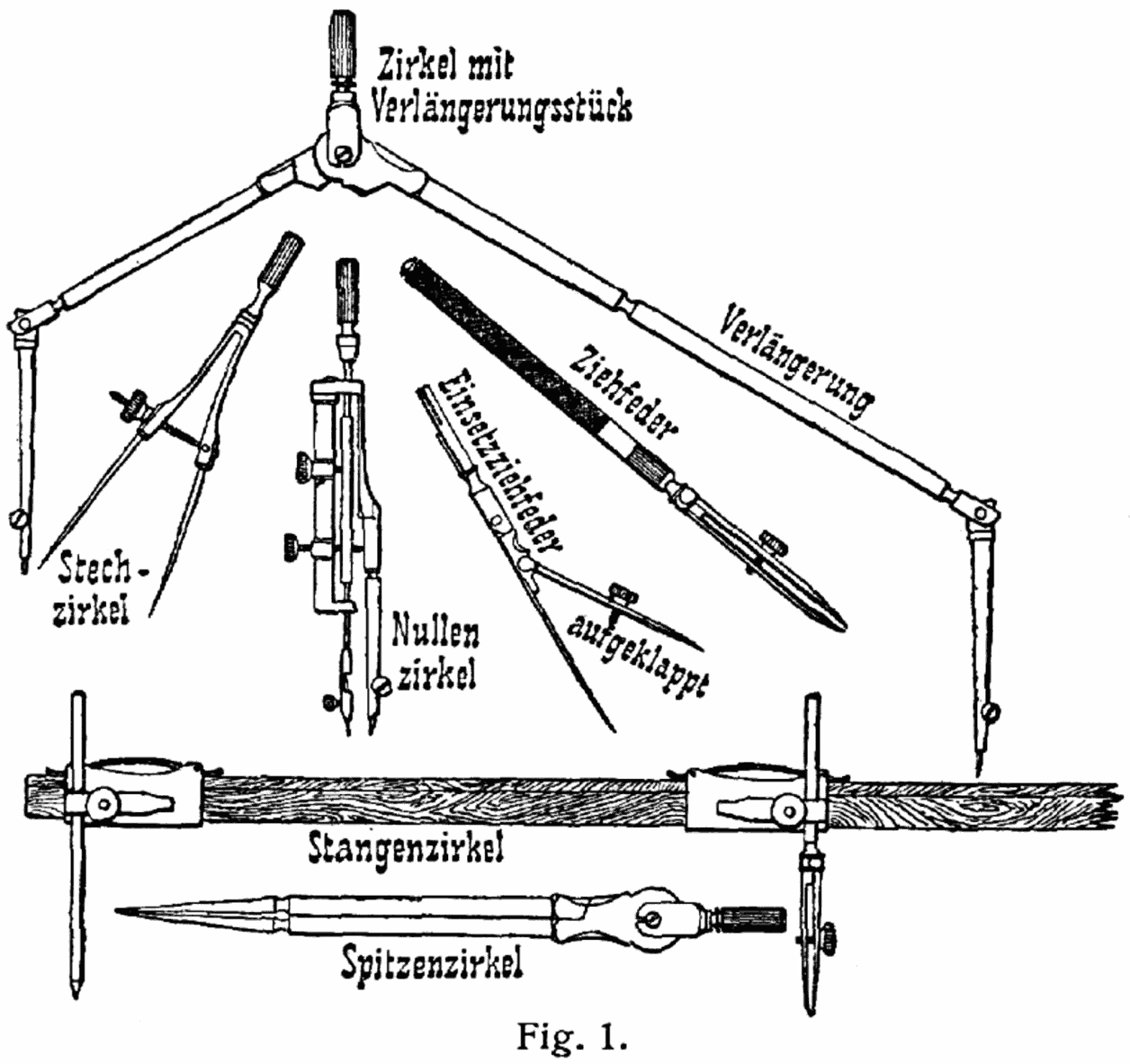
Reißzeug (um 1904)
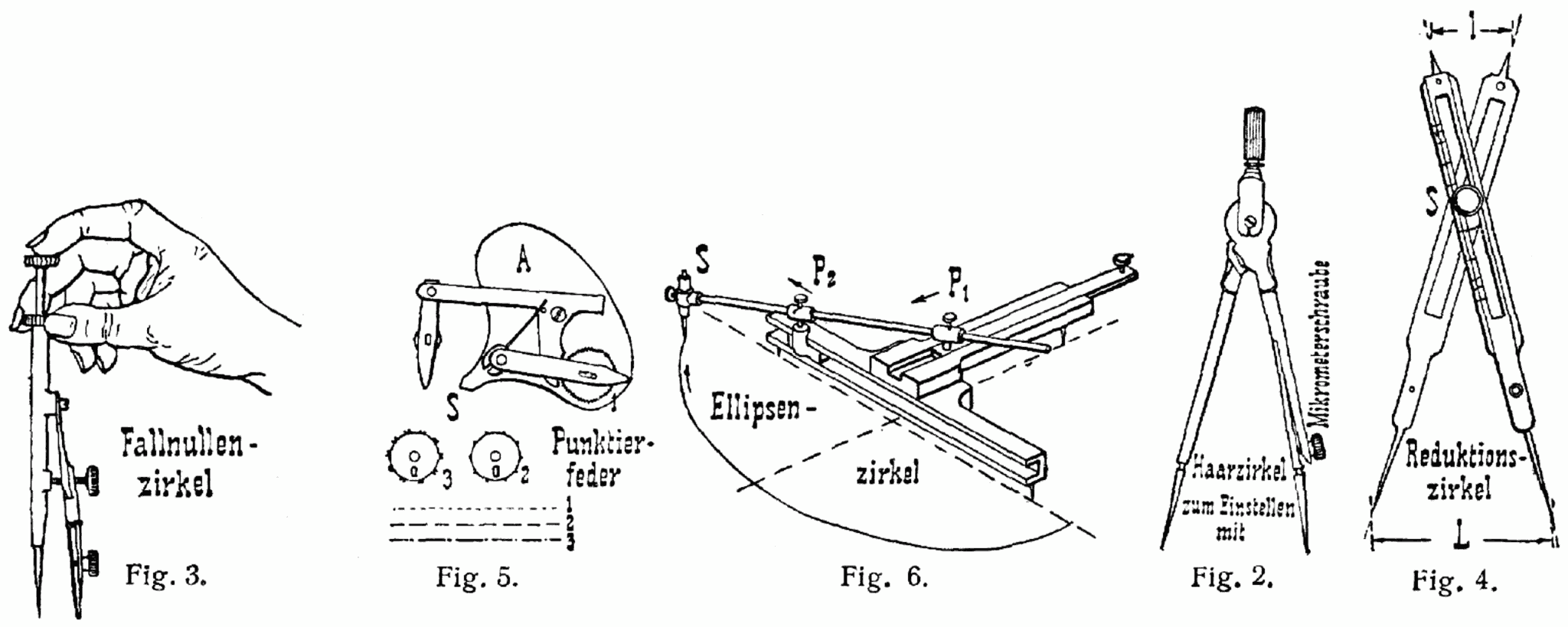
Verschiedene Geräte (1904)

## Anwendung
Mit dem meißelförmigen Bleistift wird eine Grundlinie für die weitere Konstruktion gerissen. Der harte Bleistift hinterlässt einen kaum sichtbaren Strich, schneidet jedoch die Linie sehr fein in das Papier. Mit dem Maßstab und der Kopiernadel werden nun die ersten Maße auf dieser Linie abgetragen. Dabei spürt man, ob die Nadel korrekt in der eingeschnittenen Linie aufgesetzt ist. Mit Hilfe des Dreieckslineals können nun Senkrechten zur Grundlinie gezogen werden. Dabei spürt man, wenn der Bleistift den mit der Kopiernadel abgetragenen Fußpunkt trifft und somit die Linie exakt im Maß ist. Auf diese Weise können auch großformatige Risse mit einer Genauigkeit besser als 3/10 mm ausgeführt werden.
Die Kopiernadel wird zum Kopieren von Zeichnungen verwendet: Die Schnittpunkte von Linien werden vom Original auf das darunterliegende Blatt durch Durchstechen übertragen. Anschließend wurden die Linien zwischen den Punkten mit der Ziehfeder ausgezogen.
Bei der Kartografie wird der Fallnullenzirkel zur Kennzeichnung von Vermessungspunkten durch kleine Kreise mit 1 mm Durchmesser verwendet.
In der modernen Kalligrafie findet die Reißfeder als Schreibinstrument wieder ihren Einsatz. Namhafte Kalligrafen wie Friedrich Poppl und Gottfried Pott verwendeten diese Feder für ihre Werke. Letzterer sorgte für die Verbreitung der Reißfeder in den Vereinigten Staaten und entwarf die Ruling Script, eine mit der Reißfeder geschriebene Schrift. Je nach Haltung der Reißfeder variiert die Strichstärke sehr stark, wobei der Strich dem eines Pinsels gleicht. Als Abwandlung der Reißfeder wurde für die Kalligraphie die Faltfeder entwickelt.

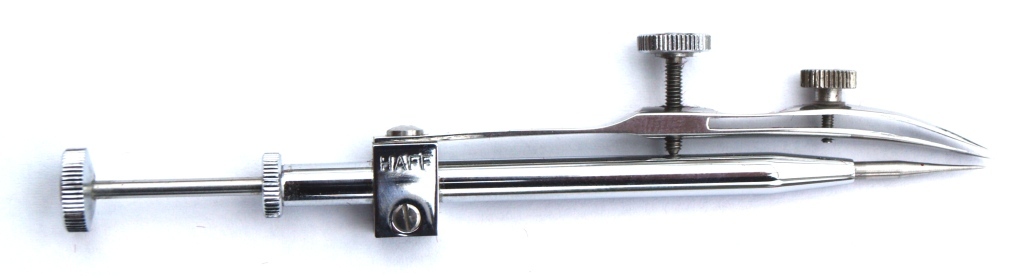
Fallnullenzirkel für Kreise ab ca. ½ mm Durchmesser
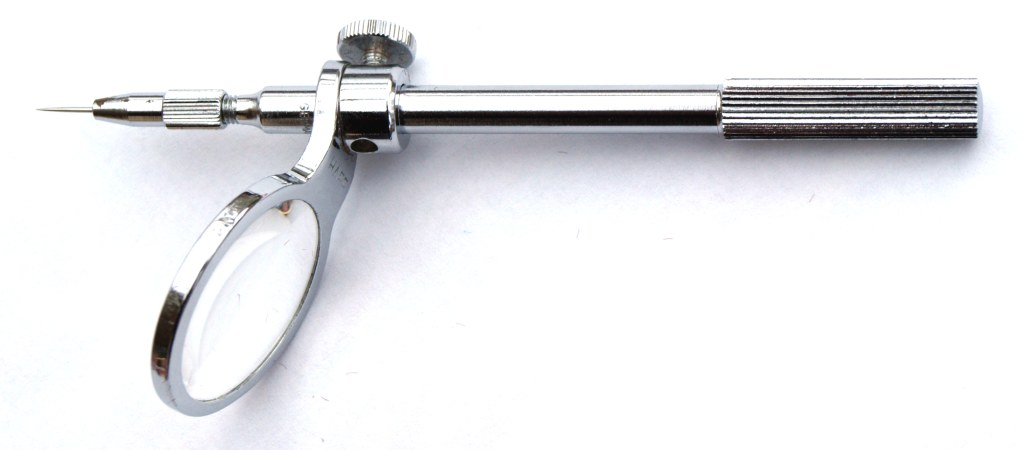
Kopiernadel
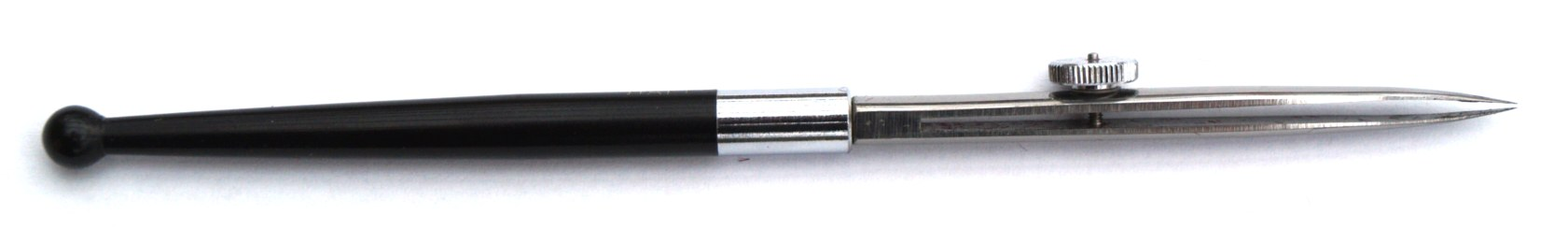
Reißfeder für Haarlinien